# Acción Nacionalista Argentina

Escudo alternativo de (ANA)

La Acción Nacionalista Argentina (ANA), posteriormente nombrada Afirmación de una Nueva Argentina (ADUNA), fue un partido político argentino, de ideología fascista, que existió entre 1932 y 1940.

## Historia

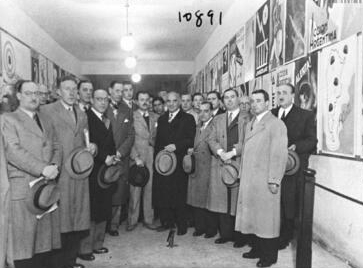
Integrantes de Acción Nacionalista Argentina, posan en un local político en el marco de la inauguración de la exposición de afiches en la Ciudad Autónoma de Buenos Aires,1932.

Fue fundada en 1932 como Acción Nacionalista Argentina (ANA) por Alberto Uriburu, Floro Lavalle, José María Rosa (h) y Juan P. Ramos. En su acto de lanzamiento estuvieron invitadas personalidades como Carlos Ibarguren, Carlos Obligado, Emilio Kinkelin, Raymundo Meabe, Adolfo Bioy y Octavio S. Pico. Oficialmente constituyó un desprendimiento de la Legión Cívica Argentina, y mantuvo fuertes conexiones con la Alianza Libertadora Nacionalista y el Partido Fascista Argentino. Fue apoyada económicamente por la embajada alemana en Argentina debido a que era abiertamente antisemita y pro nazi y de carácter nacionalista, anticomunista, anticapitalista y fascista.
La ANA declaraba un cierto apoyo a José Félix Uriburu y a su gobierno. 
En 1933 Ramos fue electo jefe de la organización. Este abogado no sólo era reconocido internacionalmente por sus aportes a la criminología, sino que además era percibido como un teórico que conocía de primera mano lo que era el fascismo (ya que a lo largo de la última década había viajado a Italia en numerosas ocasiones para establecer vínculos con académicos de allá) y era visto como el mejor intérprete de las concepciones políticas del recientemente fallecido José Félix Uriburu. Ramos, como muchos nacionalistas de la época, predicó en contra del liberalismo y del comunismo, promoviendo en su lugar la adopción de un sistema político y económico corporativista vinculado a la Doctrina Social de la Iglesia. Para acceder hasta esa instancia, el intelectual proponía realizar una campaña masiva de adoctrinamiento nacional que terminara motivando a la gente a exigirle a los políticos que reformen al país. A eso lo llamaba "democracia funcional" y la contraponía a la "democracia individualista" que estaba en vigencia. 
Con la asunción de Ramos, la asociación fue renombrada como Afirmación de una Nueva Argentina (ADUNA), y poco tiempo después se convertiría  en el "Partido Nacionalismo Laborista", que tendría actividad hasta 1935, cuando la Alianza de la Juventud Nacionalista se alió con el Partido Fascista Argentino y Acción Nacionalista Argentina/Partido Nacionalismo Laborista para formar el Frente de Fuerzas Fascistas de Córdoba, el cual fue reemplazado por la Unión Nacional Fascista en 1936.
Hacia 1937 miembros del movimiento crearon la Agrupación Obrera Adunista (AOA), un sindicato nacionalista que se presentaba como la alternativa al sindicalismo izquierdista y que, de hecho, consiguió ganar adeptos en todo el país. Entre las cosas que la AOA planteaba estaba la de promover la intervención estatal para lograr la prohibición de huelgas obreras y patronales, impulsar un ambicioso plan de vivienda popular y mejorar el sistema de seguridad social. 
ADUNA fue disuelta en 1940 por presiones gubernamentales. 
El movimiento editó primeramente la revista Voz Nacionalista, que luego fue remplazada por Cuadernos Adunistas.
Entre quienes militaron en las filas del movimiento se encuentran los nombres de Héctor Sáenz y Quesada, Teótimo Otero Oliva,  Arturo Mignaquy, Luis F. Gallardo, Emilio Samyn Ducó, Pablo Calatayud, Raúl Castilla Molina y Guillermo Ramallo junto al de muchos otros.